# Pfarrhaus (Knottenried)

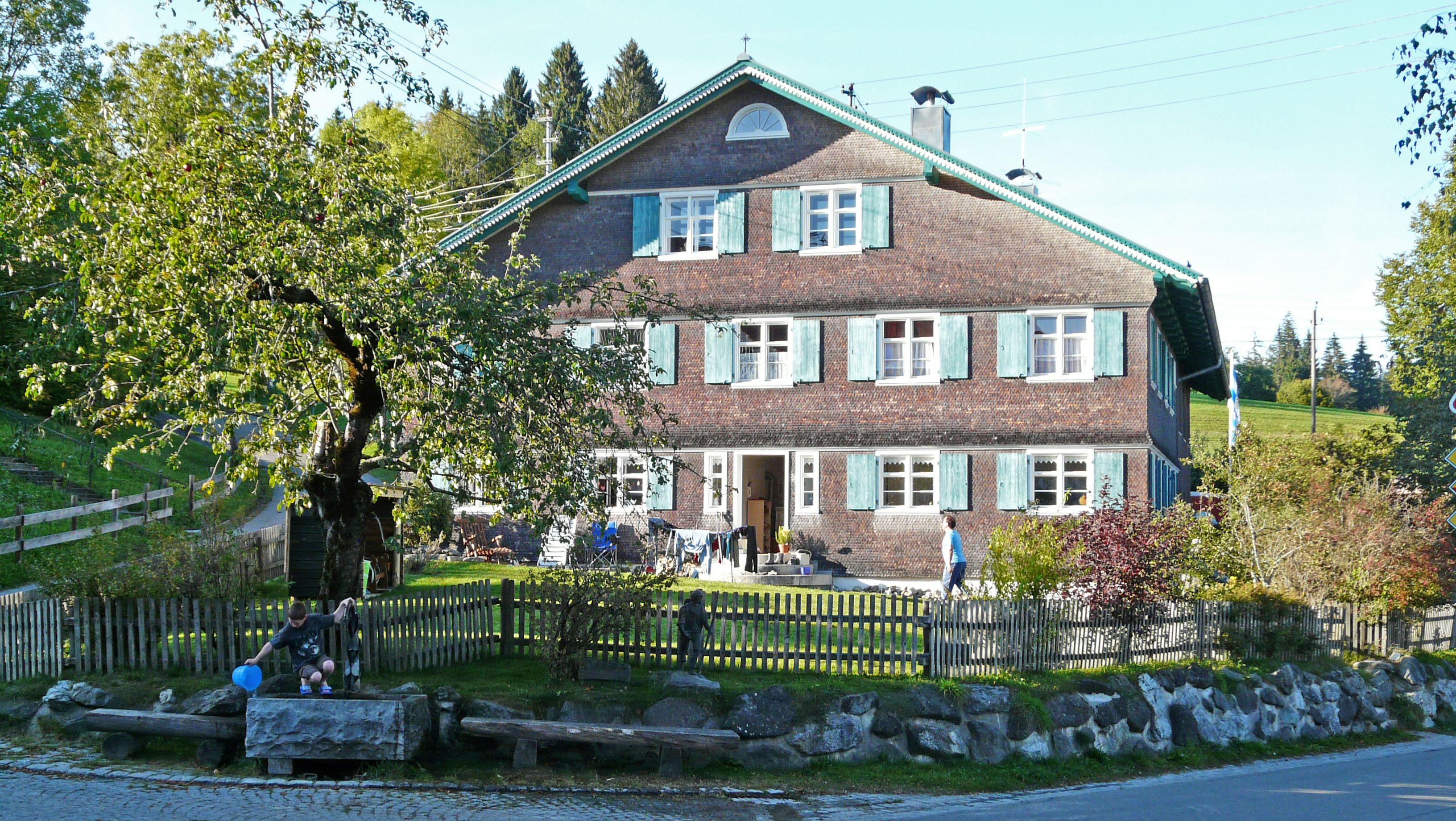
Pfarrhaus in Knottenried

Das Pfarrhaus in Knottenried, einem Stadtteil von Immenstadt im Allgäu im Landkreis Oberallgäu im bayerischen Regierungsbezirk Schwaben, wurde 1744 errichtet. Das Pfarrhaus mit der Adresse Knottenried 14 ist ein geschütztes Baudenkmal.
Der zweigeschossige, verschindelte Blockbau mit flachem Satteldach wurde 1744 errichtet und in den Jahren 1961/62 und 1994 umgebaut.